# Kain XVIII
Kain XVIII (Каин XVIII) è un film del 1963 diretto da Nadežda Nikolaevna Koševerova e Michail Šapiro.